# Тамара Гвердцители
Тамара (Тамрико) Михајловна Гвердцители (груз. თამარ მიხეილის ასული გმარ მიხეილის ასული გმარ, рус. Тамара Михайловна Гвердцители; Тбилиси, 1. јануар, 1962) совјетска, грузијска и руска је певачица, пијанисткиња, композиторка и глумица. Народна уметница Грузијске ССР (1991), народнна уметница Руске Федерације (2004), лауреат награде Лењинског комсомола (1984).